# Stadtbahn Zoug
Le Stadtbahn Zoug (en allemand Stadtbahn Zug) est un réseau express régional utilisant l'infrastructure des lignes ferroviaires suisses situées sur le territoire du canton de Zoug.

## Historique
Le Stadtbahn Zoug est lancé en décembre 2004. Neuf nouvelles gares sont ouvertes à ce moment-là.

## Réseau actuel
- S 1 Baar – Zoug – Cham – Rotkreuz (– Luzern - Sursee)
- S 2 Baar Lindenpark - Zoug – Walchwil – Arth-Goldau (– Erstfeld)